# Jižní Město

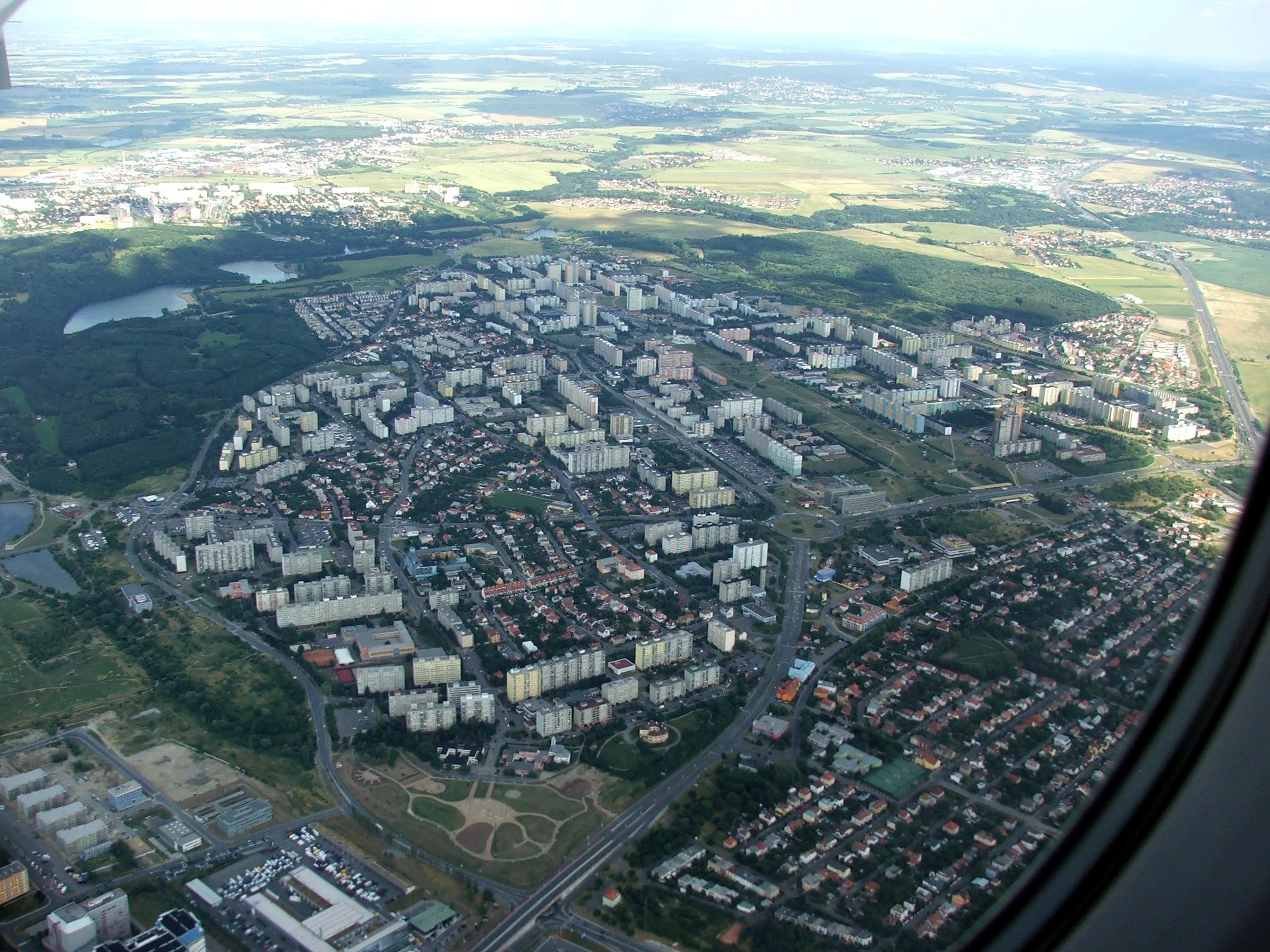
Letecký pohled na Jižní Město I (rok 2008)

Jižní Město (zkratka JM, slangově a hovorově Jižňák i Jižák) je komplex panelových sídlišť v městském obvodu Praha 11 na jihovýchodě Prahy. Tvoří velkou část městské části Praha 11 na obou jejích katastrálních územích, jimiž jsou Chodov a Háje. Bývá označováno za největší sídliště v České republice. V sídlištních celcích Jižního Města žije převážná část z přibližně 80 000 obyvatel městské části Praha 11.
Od roku 1990 (vytvoření samosprávných městských částí v Praze) do roku 1994 se celá nynější městská část Praha 11 (včetně starého Chodova a vilových čtvrtí) nazývala Praha-Jižní Město.

## Historie

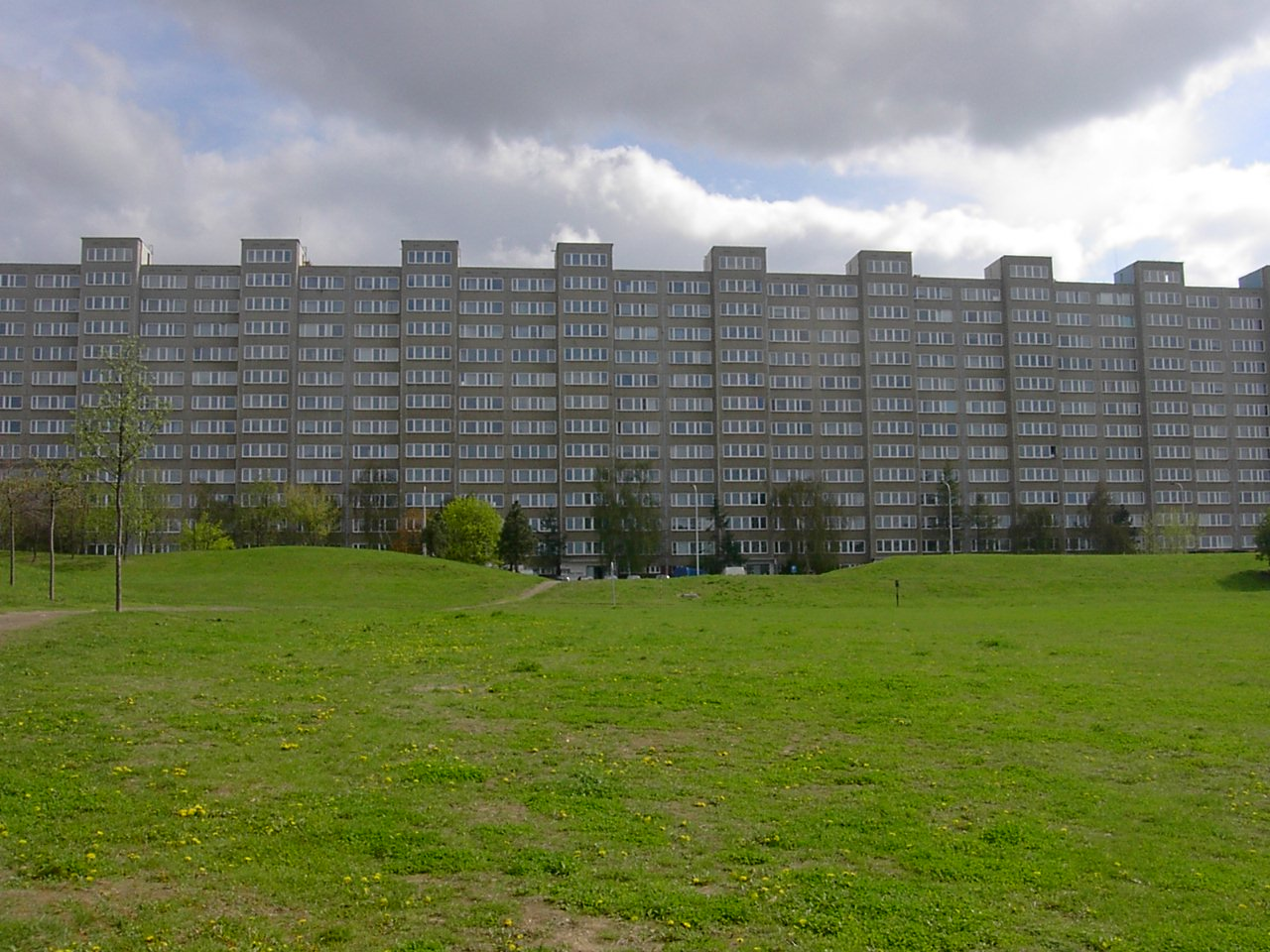
Dlouhý panelák ze 70. let v Křejpského ulici na sídlišti Litochleby v původních barvách, před rekonstrukcí v roce 2006

Po 2. světové válce začala v Praze výstavba velkokapacitních panelových sídelních celků nazývaných sídliště. Po výstavbě na pankrácké pláni a v Krči byly v šedesátých letech 20. století vytipovány vhodné plochy pro rozsáhlou zástavbu na vyvýšené plošině příměstských obcí Chodova a Hájů. Po víceleté přípravě se začalo stavět v roce 1971 v Hájích. Zástavba směřovala k Chodovu, který mezitím již na více místech protnuly jiné velké stavby: stavba dálnice D1, vodovodu pro Prahu ze Želivky a páteřní komunikace propojující Prahu se středními Čechami. Starší část Jižního Města, později označovanou Jižní Město I, utvořily menší celky panelové zástavby, doplňující a propojující dosavadní domkářskou a vilovou zástavbu: sídliště Háje, sídliště Litochleby, sídliště Opatov a nové části Chodova a Chodovce. Počet obyvatel Jižního Města rychle vzrůstal. Byly budovány také mateřské a základní školy (měly ve třídách velké počty žáků, učilo se na směny), samoobsluhy, stavěla se zdravotní střediska.
Po diskusích o dopravním připojení území k ostatní Praze zvítězila již dříve uvažovaná výstavba prodloužení linky C metra a návazných autobusů. Dne 7. listopadu 1980 byla na Jižní Město až na hranici sídlišť Opatova a Háje přivedena stavebním úsekem II.C linka metra C.
Od konce 70. let minulého století probíhala západně od dálnice D1 výstavba Jižního Města II, a to od jihu k severu (Horní Kunratice, Horní Roztyly), v okolí prvních dvou stanic prodlouženého úseku trasy metra směrem od Kačerova.
Vedle kultivované zeleně se v některých místech Jižního Města nacházejí plochy neudržované zeleně v oblastech, kde je od počátku předpokládána dosud neuskutečněná zástavba. Mezi lety 2006 a 2016 vyrostla bytová zástavba developera Skanska v Milíčově jižně od stanice metra Háje.

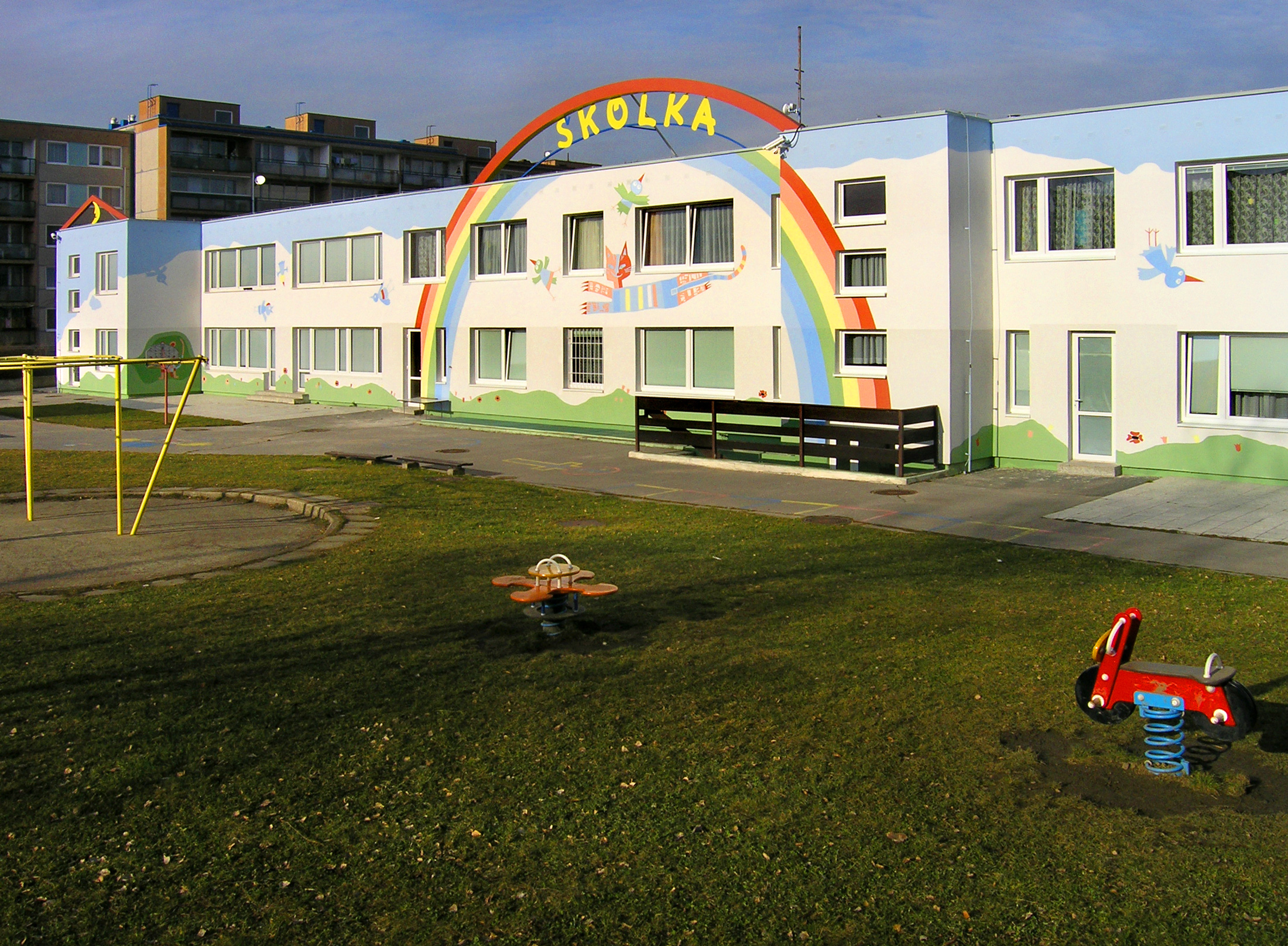
Školka v Blatenské ulici na sídlišti Horní Roztyly

Kvůli velkému nedostatku bytů v Praze byly byty od roku 1976 předávány hned po dokončení, kdy ještě chyběla základní úprava okolí domů a tzv. občanská vybavenost (obchody, základní i mateřské školy apod.). Legendární doba holínek a bláta (známá i z Proseku a jiných sídlišť), je umělecky zaznamenána mj. ve filmu Věry Chytilové Panelstory. Rozměry Jižního Města, v prvním desetiletí jeho existence předávání bytů při ještě nadlouho nedokončené úpravě okolí domů, původní ochuzená barevnost fasád a souběžně snaha tehdejších oficiálních míst mluvit o Jižním Městě jako o velkém úspěchu socialismu přispívaly k tehdejším kritickým pohledům a vyjádřením o něm.
Původně se prorokovalo, že po revoluci v roce 1989 část lidí, zejména ti majetnější, ze sídlišť odejde a stane se tak z paneláků ghetto (suburbanizace). Podobně se tak stalo na některých sídlištích v západní Evropě. Předpovědi se ale nenaplnily, byty totiž byly přidělované domácnostem, které byly sociálně různorodé, bydleli spolu dělníci i inženýři, doktoři, nebo učitelé. Dalším důvodem je, že v době vypuknutí revoluce byl průměrný věk ve zdejších domácnostech kolem 40 let, takže obyvatelé si nestihli vydělat na koupi rodinného domku či lepšího bydlení.

### 21. století
Pro obě části Jižního Města je typická uliční a kultivovaná parková zeleň s množstvím stromů. Od 90. let 20. století se uskutečňuje rozsáhlý program regenerace domů, při němž je sledována také barevnost fasád, zejména na sídlišti Jižní Město I (Jižní Město II bylo rozlišováno barevně od prvopočátku). Jižní Město nabízí celou škálu prodejen a jiných obchodních míst, restaurací, hotelů, sportovních, kulturních a zábavních organizací a zařízení. Největším střediskem obchodů a navazující nabídky je obchodní centrum Westfield Chodov vybudované v roce 2005 a rozšířené v roce 2017. Z kulturních zařízení jsou známy zejména Chodovská tvrz a kulturní centrum Zahrada. Sport nabízí Jihoměstská sportovní hala, Horohala a další specializované haly i otevřená hřiště. Těsně za hranicemi městské části jsou dobře dostupné příměstské lesy, Kunraticko-michelský les, Milíčovský les a Milíčovský vrch. Jižní Město má i svůj pivovar.

## Části a jejich historie
Jižní Město dělí dálnice D1 na dvě části: starší Jižní Město I leží na východ od ní, Jižní Město II na západ.

### Jižní Město I
V roce 1964 bylo území Chodova a Hájů vybráno a schváleno jako nejvhodnější místo pro výstavbu rozsáhlého sídlištního celku. Nezávisle na tom byl přes chodovské území stavěn a 12. července 1971 otevřen 1. úsek dálnice D1 z Prahy do Mirošovic). Dálnice spolu s páteřními komunikacemi, vedenými k ní od Hostivaře a Spořilova, narušily dosavadní tradiční urbanistické řešení prostoru, vážně zatěžují životní prostředí a dálnice dělí i obě základní části Jižního Města jako bariéra. 1. září 1971 poprvé vyjely bagry a buldozery do ulic a polí Chodova a Hájů. Začínalo se skrývkou ornice a technickými sítěmi. Sídliště se stavělo od východu, jako první se stavělo sídliště Háje, přičemž centrum původní vesnice Háje bylo z větší části zbouráno.

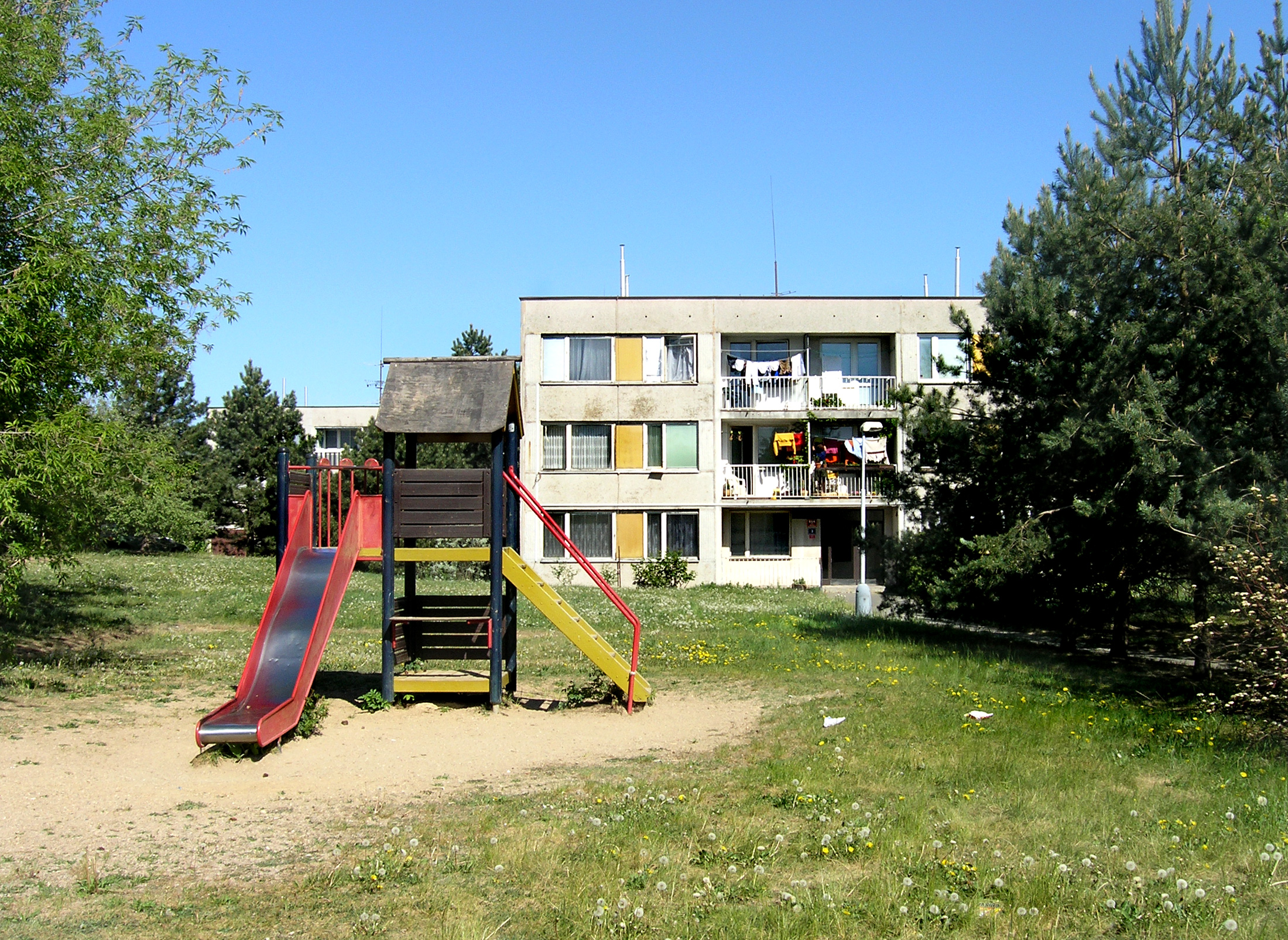
Jižní část sídliště Háje u Milíčovského lesa

Se stavbou domů bylo započato v roce 1973 (Plickovou ulicí) a v roce 1976 byla už část sídliště dokončená. Při projektování samotných betonových domů nebyl, tak jako téměř nikde v republice, brán příliš ohled na estetický vzhled, což je ale charakteristický znak pro velkou část panelových domů vybudovaných v 70. letech 20. století. Postupně přibývaly další obytné soubory jako např. Litochleby a Opatov.
V rámci Jižního Města I se rozlišují tyto celky:
- Sídliště Háje – oblast východně od ulic U modré školy a Novomeského, jižně od Hviezdoslavovy a Výstavní ulice, na území Hájů. Název nese podle původní vesnice Háje, jejíž jádro bylo kvůli výstavbě sídliště zčásti zbouráno. Centrem sídliště vede východní část Opatovské ulice, přirozenými centry jsou stanice metra Háje (původně Kosmonautů) s autobusovým terminálem a o něco východněji náměstí Kosmonautů a autobusové zastávky Horčičkova. Na jižní straně se sídliště rozkládá až k okraji Milíčovského lesa a rybníků. Dominantní stavbou sídliště Háje je hotel Kupa, dvojice panelových věžáků propojená v horní části mostním přechodem a opatřená hodinami.
- Sídliště Opatov – oblast jižně od Centrálního parku, podél západní části Opatovské ulice na území Chodova. Název nese podle starého pomístního jména zdejších polností. Navazuje na sídliště Háje na jeho západní straně. Jeho osou je západní část Opatovské ulice, na jihu za parkovým pásem s elektrickým vedením navazují Kateřinky, které již patří k Újezdu. Také v tomto sídlišti jsou nejvyššími stavbami hotelové panelové věžáky, a sice hotel Opatov a hotel Veritas.

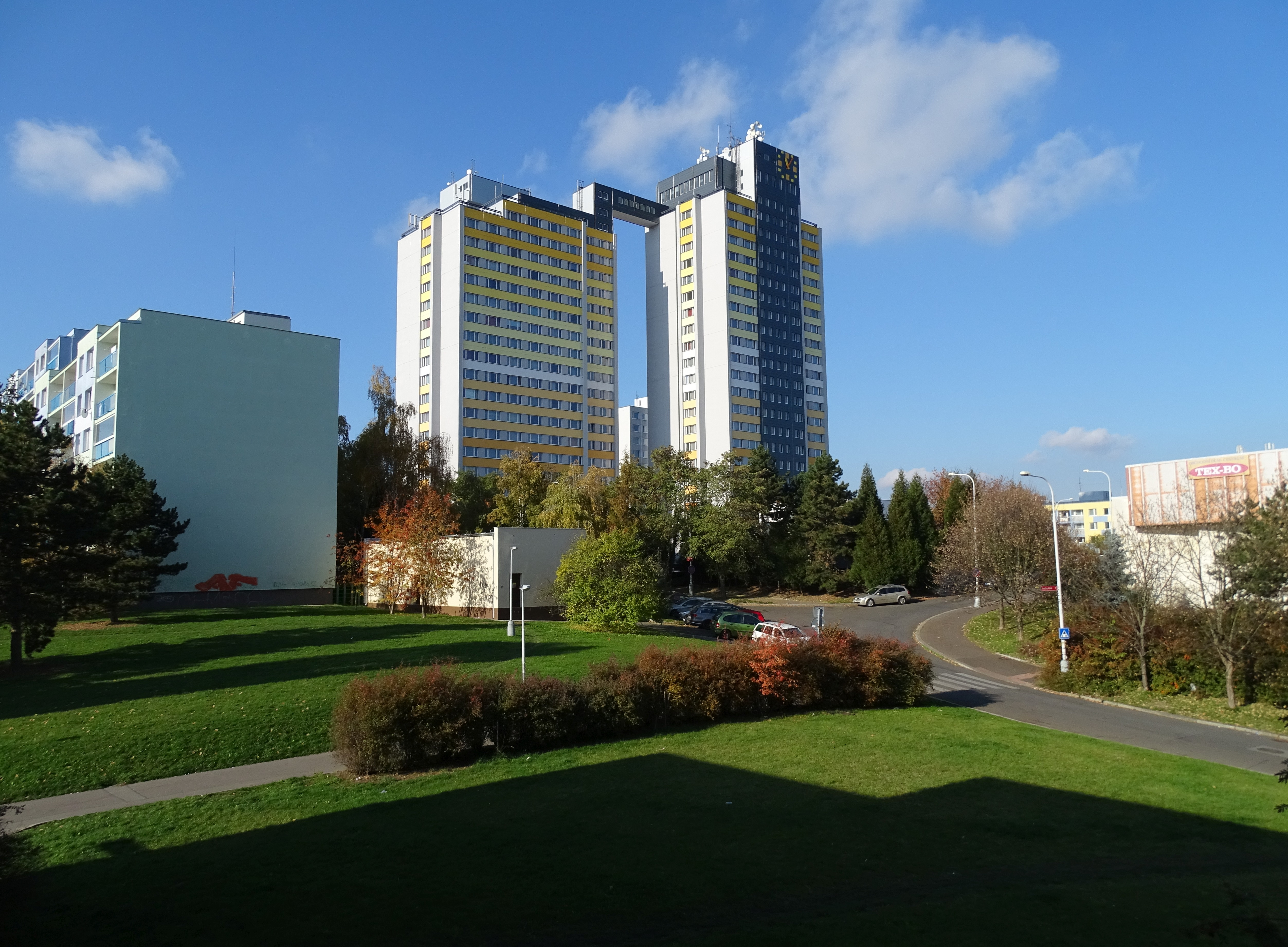
Hotel Kupa na sídlišti Háje poblíž zdejší stanice metra

- Sídliště Litochleby – souhrnné označení pro sídlištní celky severně od Centrálního parku, spadající do Chodova i Hájů. Název nese sídliště podle bývalé vesnice Litochleby, která kdysi splynula s Chodovem a při výstavbě Jižního Města byla kolem roku 1970 zcela zlikvidována. Sídliště tvoří skupiny panelových domů v Chodově v okolí Litochlebského náměstí (severozápadně, severovýchodně a jihovýchodně), na něž na východní straně navazuje sídlištní pás po obou stranách Hviezdoslavovy ulice až k ulicím U modré školy a Prašná. Dále k sídlišti patří panelová zástavba mezi ulicemi Hviezdoslavova a Květnového vítězství (Chodov), mezi ulicemi Květnového vítězství a Mírového hnutí (Háje) a vzdálenější celek panelových domů kolem západní části ulice Donovalská, tedy zejména mezi ulicemi Mírového hnutí a Donovalská a pás mezi ulicí Benkova a Chodovskou tvrzí, táhnoucí se od západu až k Litochlebskému náměstí. Sídliště Litochleby tak vytváří jakýsi prstenec, který obklopuje zástavbu rodinných domků v okolí ulice Květnového vítězství, někdy považovanou za součást Litochleb.

Mezi jižním okrajem sídliště Háje a Milíčovským vrchem, v katastrálním území Háje, od hranice Chodova a Újezdu až k Červené škole, vyrostl obytný soubor Milíčovský háj, někdy nazývaný též obytný soubor Milíčov. Soubor má zaujímat asi 15 hektarů a pojmout zhruba 2200 obyvatel. Je budován po částech: první část, tvořená třemi dvojdílnými budovami o 4 až 6 podlažích, jejichž dvě sekce jsou vždy spojeny jen polopodzemním podlažím, se 163 byty a 167 místy v podzemních garážích, se nazývá Milíčovský háj - sever (případně jen Milíčov - sever) a byla zkolaudována 23. března 2009. Druhá, rozsáhlejší část nese název Milíčovský háj - jih a východ a výstavba započala v roce 2010. Oba celky buduje Skanska Program Domov, s. r. o., generálním projektantem severního celku je PPP, spol. s r.o., celku jih a východ Qarta architektura s. r. o. Kácení dřevin a výstavba inženýrských sítí v souboru Jih a východ byly zahájeny 1. února 2010. V souboru Jih a východ má být 27 domů o 36 sekcích, s celkem 120 byty, z toho 66 bytů v nízkoenergetických viladomech, jiný zdroj uvádí pro soubor Jih a východ cílový stav 750 nových bytů. Jižní část má tvořit 19 domů o 26 sekcích, v její jižní řadě mají být převážně třípodlažní viladomy a v její severní řadě čtyř až pětipodlažní domy. Výstavba společnosti Skanska negativně zasáhla biotyp stovky silně a kriticky ohrožených živočichů. Nejvyšší správní soud v květnu 2013 potvrdil zrušení Výjimky z ochrany kriticky a silně ohrožených živočichů Městským soudem v Praze.

### Jižní Město II

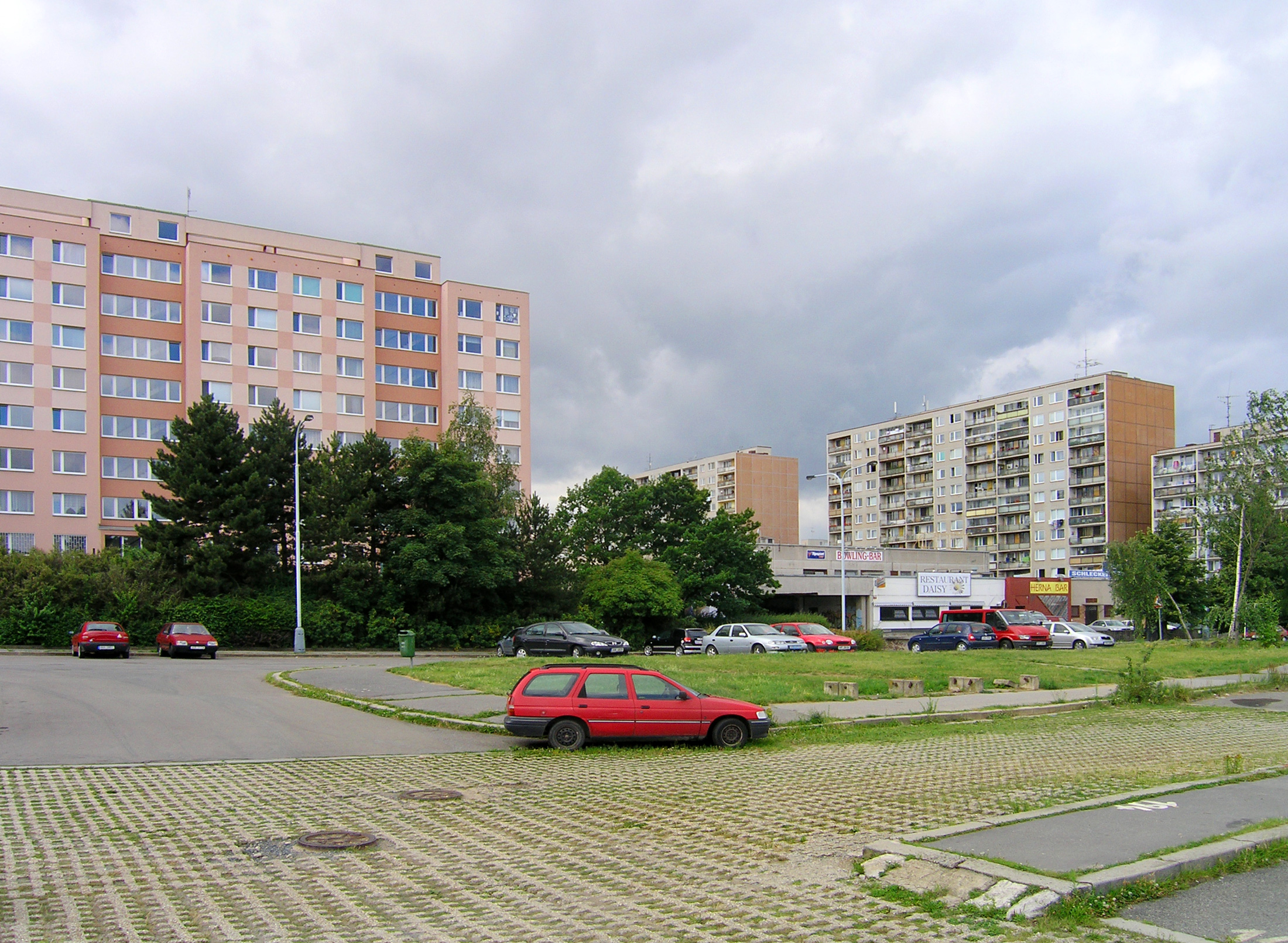
Sídliště Horní Kunratice

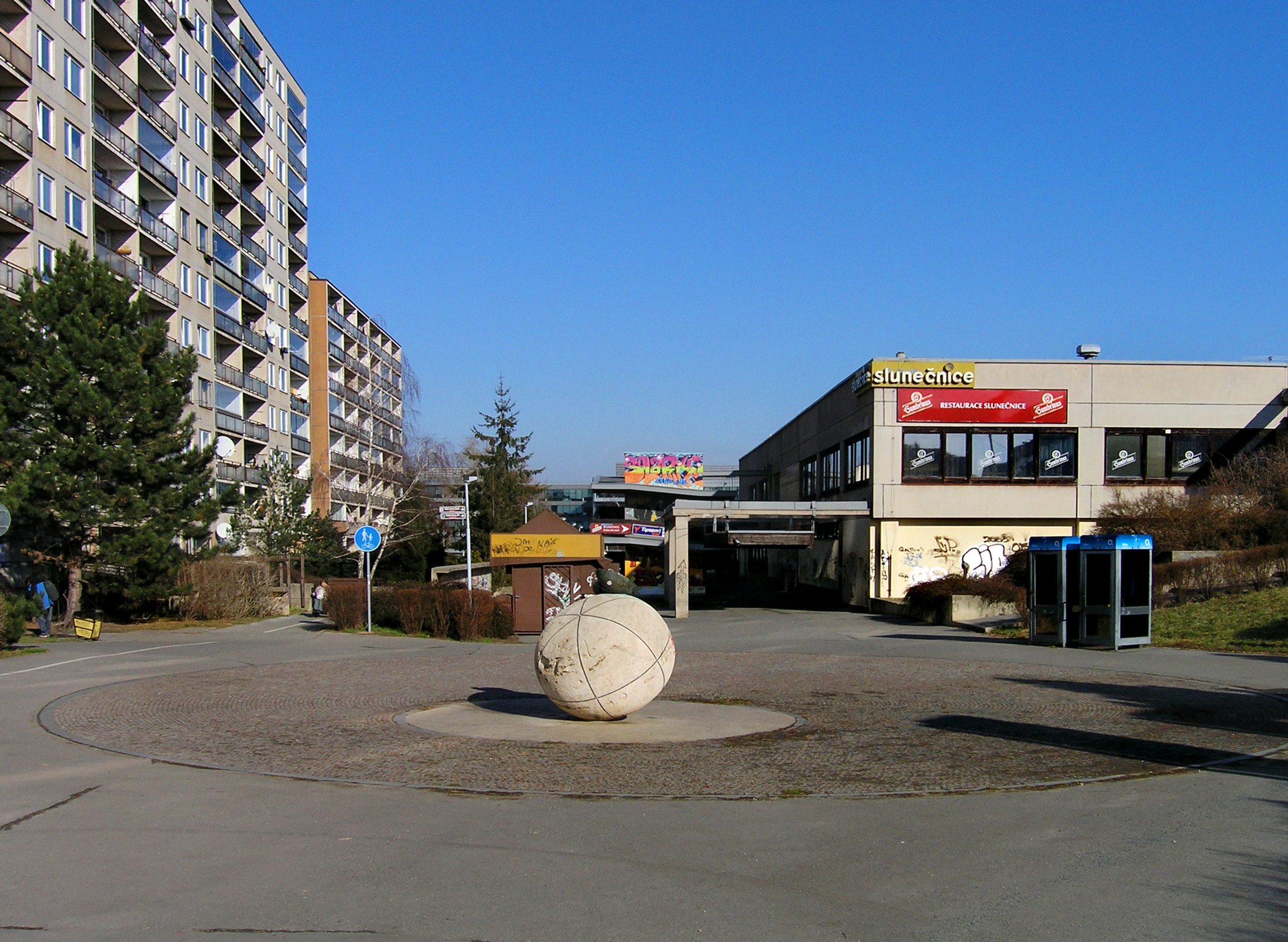
Jírovcovo náměstí na sídlišti Horní Kunratice

Komplex Jižní Město II se nachází celý na území Chodova, část území spadala do změny katastrálních hranic v 80. letech do Záběhlic. Výstavba sídliště byla zahájena v roce 1979. Při řešení tohoto celku se tvůrci částečně již poučili z chyb při výstavbě a osidlování Jižního Města I. Od začátku byla k dispozici určitá fungující občanská vybavenost a vnější úpravnost. Jižní Město II je tvořeno 4 soubory odlišenými barevně, které byly stavěny podle uceleného autorského návrhu kolektivu architektů Zeleného a Rothbauerové. Černý a hnědý soubor byly stavěny v letech 1979–1985, červený a zelený soubor v letech 1984–1988. Jednotlivé barevné celky dostaly názvy Slunce, Voda, Země a Vzduch a svá loga, použitá na slepých štítech, trafostanicích, komínech kotelen i v orientačním systému.
V Jižním Městě II se rozlišují tyto celky:
- Sídliště Horní Roztyly,[14] někdy označované jen jako Horní Roztyly, je oblast jižně od Ryšavého ulice, jejímž centrem je Pošepného náměstí, u nějž se nachází škola a obchodní dům Chrpa. Sídliště nese název podle zaniklého hospodářského dvora Horní Roztyly, který do roku 1987 patřil katastrálně do Záběhlic. Původní Horní Roztyly byly definitivně zbořeny kolem roku 2000. Při okraji sídliště jsou autobusové zastávky Petýrkova a Dědinova a nedaleko od severního okraje je stanice metra Roztyly. Sídliště je orientační symbolikou rozděleno na „červené“ a „zelené“.
- Sídliště Horní Kunratice,[14]  Se Nacházejí vedle Kunratického lesa a obklopují je ulice Roztylská a U Kunratického lesa. V nitru sídliště leží Jírovcovo náměstí, v jehož okolí se nacházejí školy a kulturní centrum Zahrada. V severním cípu se nachází stanice metra Chodov, s přilehlým obchodním areálem Westfield Chodov. Po obvodu sídliště jsou rozmístěny autobusové zastávky Petýrkova, U Kunratického lesa, Volha, Na Jelenách a Jarníkova. Orientační symbolikou je sídliště rozděleno na „hnědé“ a „černé“.

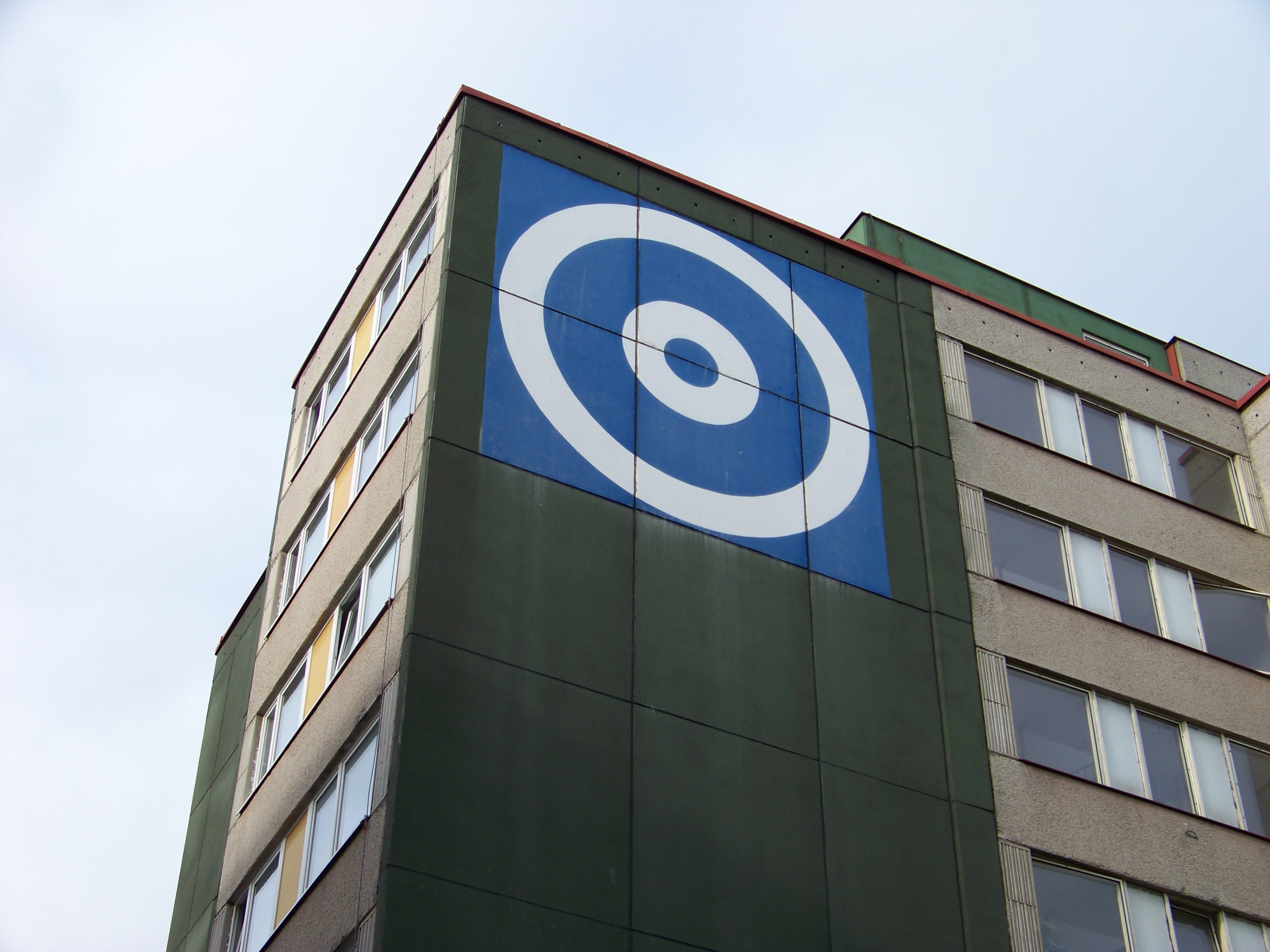
Logem modro-zeleného sídliště Horní Roztyly je modrý terčík, komíny jsou modré a domy zelené

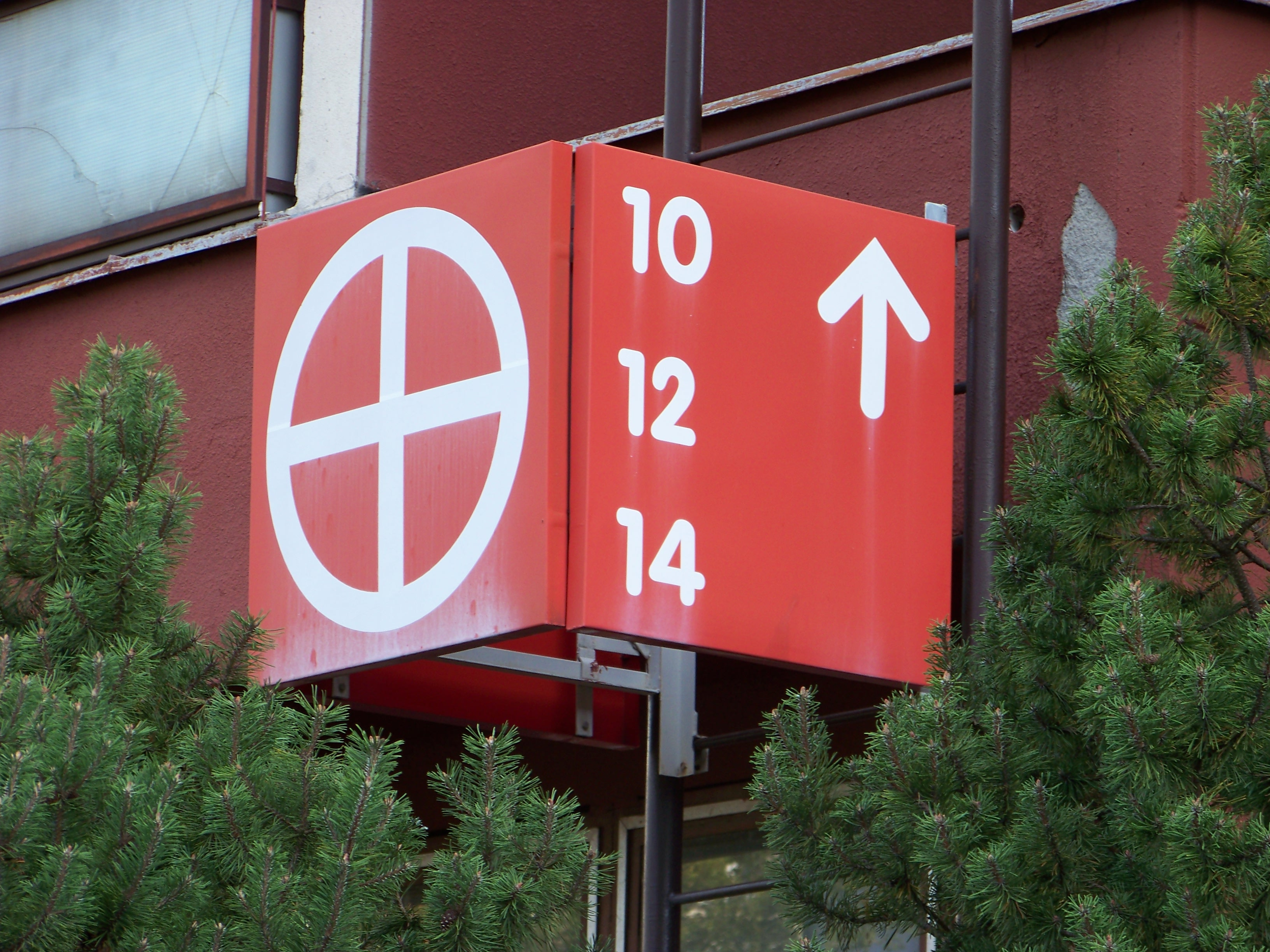
Červený soubor sídliště Horní Roztyly má červené i logo, leží jihovýchodně od zeleného souboru

Druhý hnědý soubor, ležící na severní straně ulice Ryšavého, východně od stanice metra Roztyly, severně od autobusové zastávky Dědinova a jižně od ulice 5. května (pokračování dálnice D1), se označuje jako Roztyly. Stavěn byl v letech 1989–1991. Domy jsou zde nižší a koncepce se vrací ke čtvercovým blokům se skrytými vnitrobloky.
Na Jižní Město II na jihu navazuje areál vysokoškolských Kolejí Jižní Město, který leží již na území Kunratic.
Na sever od Roztylské ulice byl vybudován tzv. The Park (v některých mapách označený jako Technologický park Chodov), komplex moderních kancelářských budov.

#### Sídliště Flora
Šestou stavbou Jižního Města II měla být část Flora, nacházející se na jih od Jižního Města na území Kunratic. K její výstavbě podle původní koncepce však již nedošlo. O současné podobě sídliště se dočtete v článku Kunratice

## Doprava

### Veřejná doprava
Páteří dopravního spojení s centrem Prahy je trasa metra C. Cesta do stanice Muzeum jím trvá kolem 18 minut. Stanice metra jsou umístěny tak, že některé části sídliště jsou přímo v jejich docházkové vzdálenosti.

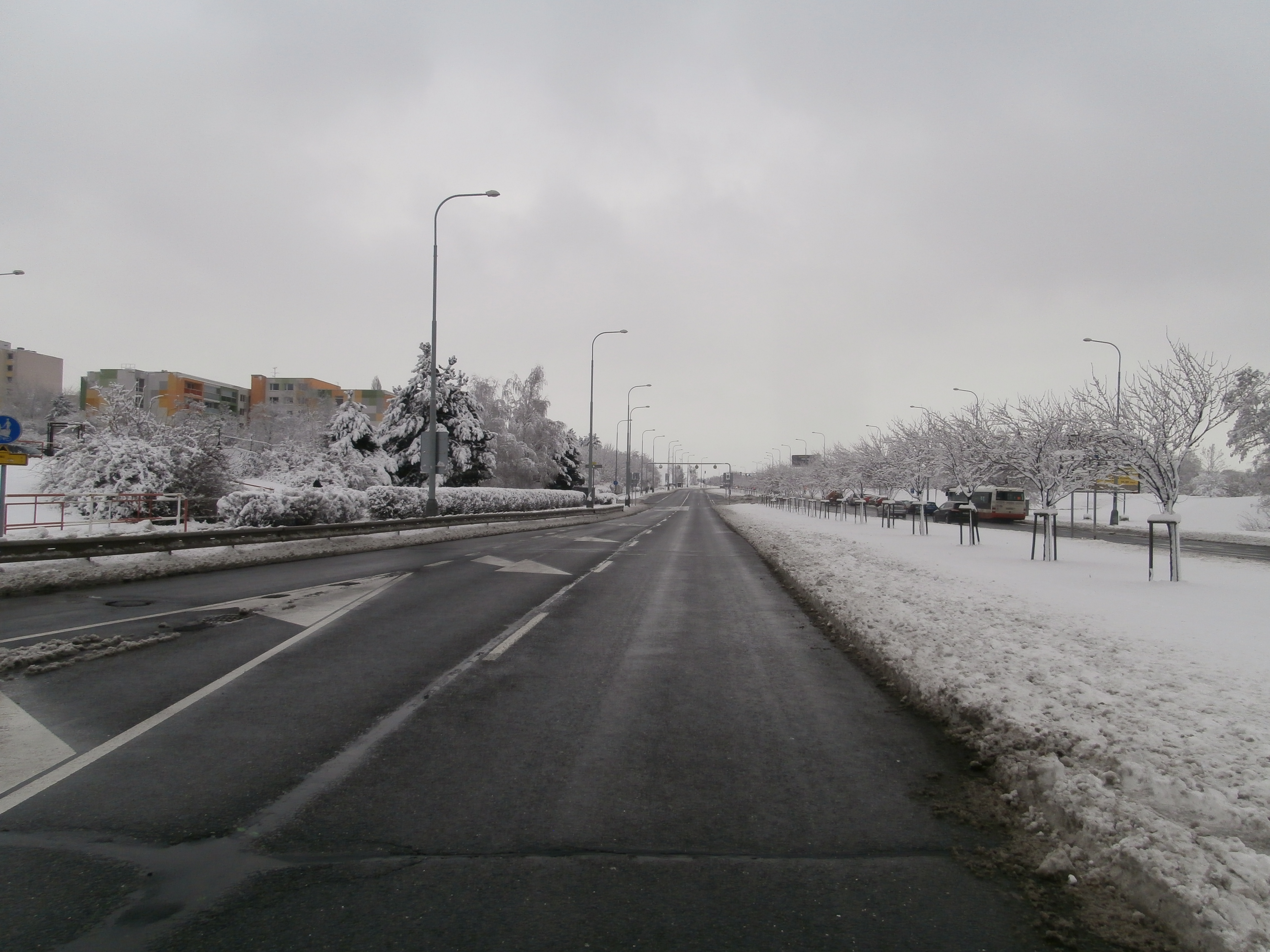
Ulice Chilská na Jižním Městě u stanice metra Opatov, pohled k jihu (rok 2016)

U stanic metra (Roztyly, Chodov, Opatov a Háje) jsou více či méně rozsáhlé terminály pro autobusy. U stanice Roztyly je kromě autobusové otočky MHD, dnes užívané již jen dvěma linkami zejména k obsluze Spořilova, i autobusové stanoviště meziměstských a dálkových linek především na Benešovsko a do jižních Čech, ale odjíždějí odtud i některé linky na Ukrajinu. Stanice Chodov slouží zejména k lokální obsluze Jižního Města II a Chodovce, stanice Opatov má význam pro spojení s Hostivaří a Vršovicemi, autobusovou obsluhu sídlišť Litochleby a Opatov a končí zde i příměstské autobusové linky od Průhonic, Čestlic a Vestce. Stanice Háje slouží kromě místní obsluhy též pro přestup do oblasti Petrovic, Horních Měcholup a Uhříněvsi, od 14. prosince 2008 sem byly převedeny i příměstské linky PID ve směru od Kostelce nad Černými lesy a Kutné Hory V blízkosti stanic Opatov a Chodov se nacházejí parkoviště P+R. Významnější obratiště autobusů, s názvem Jižní Město, se nachází ještě u východního okraje sídliště Háje, nad Hostivařskou přehradou.
Tradičně významné a frekventované je autobusové spojení přes Spořilov a Bohdalec do Vršovic. Tato trasa bývá zmiňována v rámci Prahy jako první při úvahách o zavedení výraznější preference autobusové dopravy ve stylu metrobusů. Frekventované jsou rovněž autobusové trasy směrem do Hostivaře a do Petrovic a Horních Měcholup. Městská část na začátku roku 2008 zveřejnila záměr prosadit do pražského územního plánu tramvajovou trať na Jižní Město ke stanici metra Opatov (ze Spořilova či přes Horní Měcholupy z Hostivaře). Autobusy s návazností na stanice metra zajišťují spojení v rámci sídliště, propojení s některými ze sousedních čtvrtí i svoz cestujících na metro především ze čtvrtí ležících jižně a východně od Jižního Města (Šeberova, Petrovic a Uhříněvsi) a obcí jižně od Prahy (Průhonice, Čestlice, Vestec).
Nejbližšími železničními tratěmi jsou Trať 221 (přímé spojení z Jižního Města mají nádraží Praha-Uhříněves, Praha-Hostivař a zastávka Praha-Horní Měcholupy) a Trať 210 (nejbližší stanice Praha-Krč). Pro obsluhu Jižního Města mají minimální význam.

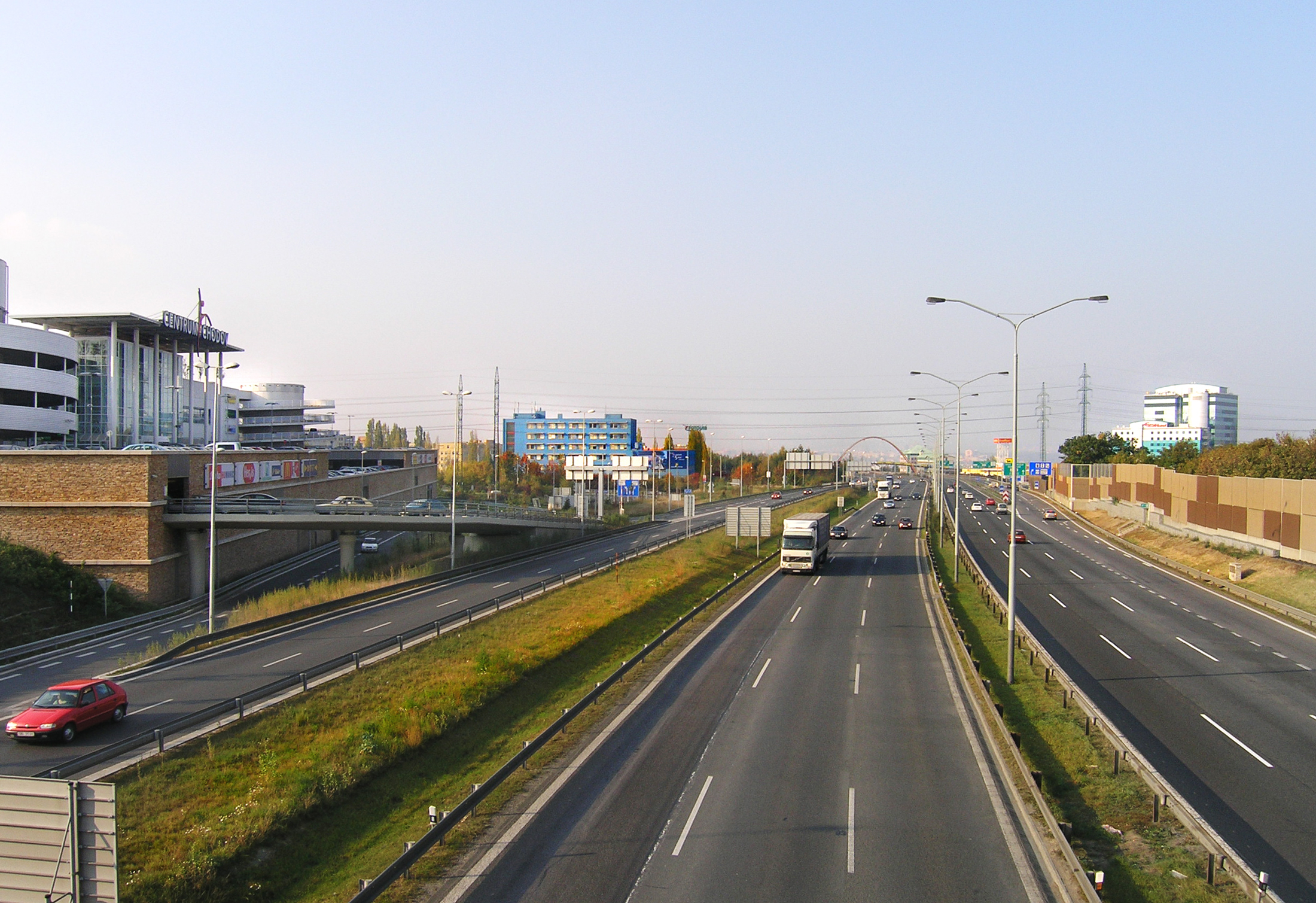
Dálnice D1 odděluje Jižní Město II od starší části Jižního Města

### Silniční síť
Mezi oběma částmi sídliště vede dálnice D1 směrem do Brna, v opačném směru přecházející v Severojižní magistrálu, která zajišťuje přímé spojení do centra.

## Okolí
Jižní Město obklopují Spořilov, Kačerov, Kunraticko-michelský les, Kunratice, Šeberov, Újezd-Kateřinky, Milíčovský les a za ním Křeslice, Petrovice, Lesopark Hostivař a sídliště Košík, Slunečný vršek a Chodovec, krom toho se prolíná s nesídlištní zástavbou Chodova a Hájů.
V blízkosti Jižního Města se tedy nachází množství městských lesů parkového typu. Blízká Hostivařská nádrž je největší přírodní koupaliště v Praze, mimoto se v oblasti Milíčova, Hrnčířů a Kunratic nachází množství rybníků, z nichž některé jsou vhodné i k rekreaci a některé jsou chráněnými územími.

## V kultuře
První léta na Jižním Městě zachytil film režisérky Věry Chytilové Panelstory z roku 1979. Jde o společenskou satiru kritizující stav normalizační společnosti v 70. letech 20. století v Československu. Šlo také o umělecky ztvárněnou reakci na tehdejší výstavbu obřích panelových sídlišť na Jižním Městě.

O Jižním Městě pojednává hip-hopová skladba Jižák, která je považována za jednu z nejzásadnějších hip-hopových skladeb české scény v letech 1984–2005. Pochází ze singlu skupiny Lesík Hajdovský a Manželé z roku 1984. Jižák je též název studia, v němž nahrávala své skladby uskupení PSH, Jižní Pionýři či Indy & Wich. Uskupení PSH později použilo text skladby Jižák, předělali ho do svého provedení a dodali také videoklip.
| „                                                                    | Jó Jižák, Jižák, město snů, my žijem tu už spoustu dnů. Beton je tady a beton je i tam, všechno je na beton a každej fandí nám. | “ |
| — část hip-hopové skladby Jižák od skupiny Lesík Hajdovský a Manželé | |   |

## Sousední čtvrti
- Kačerov
- Spořilov
- Hostivař
- Petrovice
- Šeberov
- Kunratice
- Libuš